# موتور عشايري غروه 112 (أرزوئية)
موتور عشایري غروه 112 (بالإنجليزية: Mowtowr-e Ashayiri Garuh 112)‏ هي منطقة سكنية تقع في إيران في كرمان. يقدر عدد سكانها بـ 45 نسمة .